# Planet (Spiel)
Planet ist ein Legespiel von Urtis Šulinskas, das 2018 in mehreren internationalen Ausgaben in Lizenz bei verschiedenen Verlagen erschien. Für den deutschsprachigen Raum erschien es bei Blue Orange Games. Bei Planet müssen die Mitspieler einen Planeten mit verschiedenen Landschaften gestalten, indem sie 5-eckige Landschaftsteile auf einem dreidimensionalen Planeten platzieren und so optimale Lebensräume für die ausliegenden Tierarten schaffen.
Das Spiel wurde beim Mind Games-Wettbewerb des Vereins Mensa International 2019 als eines von fünf Spielen mit dem Preis Mensa Select ausgezeichnet. Zudem wurde es beim norwegischen Spielepreis Årets Spill zum Familienspiel des Jahres 2019 nominiert.

## Ausstattung
Das Spiel besteht neben der Spielanleitung aus vier dreidimensionalen Planetenkörpern mit je zwölf mit Magneten bestückten Flächen, 50 fünfeckigen Landschaftsplättchen mit einer eingearbeiteten Metallfolie, 45 Tierkarten, fünf Zielkarten und einem Startspielermarker.

## Spielweise
Zur Spielvorbereitung bekommt jeder Spieler einen Planetenkörper. Aus den Landschaftsplättchen wird eine verdeckte Auslage aus 10 mal fünf Plättchen gebildet, darunter werden insgesamt 20 Tierkarten offen ausgelegt. Zuletzt zieht jeder Spieler eine Zielkarte, die angibt, für welchen Landschaftstyp er am Ende seine Basispunkte bekommt. Das Spiel wird über 12 Runden gespielt, in denen die Spieler ihren Planeten um jeweils ein Landschaftsplättchen erweitern.
Das Spiel beginnt mit einem Startspieler (nach den Regeln dem jüngsten Spieler), danach spielen alle Spieler im Uhrzeigersinn. Der Startspieler bekommt den Startspielermarker und deckt den ersten Stapel der Landschaftsplättchen auf. Aus diesen wählen alle Spieler beginnend mit dem Startspieler jeweils ein Plättchen und platzieren es auf ihrem Planeten. Die übrig gebliebenen Plättchen werden verdeckt an das Ende der Reihe gelegt und bilden dort über die nächsten Runden zwei weitere Stapel. In den ersten beiden Runden enden diese nach dem Verteilen der Landschaftsplättchen und der Startspielermarker wird an den nächsten Spieler weitergegeben, der die nächste Runde beginnt.
Ab der dritten Runde werden zudem die Tierkarten unterhalb der Plättchen abgerechnet und verteilt. Dabei ist die Verteilung abhängig von den auf der Tierkarte angegebenen Landschaftstypen:
- eine Karte mit einem Ring aus Landschaften wird an den Spieler vergeben, der die meisten abgeschlossenen Landschaften dieses Typs auf seinem Planeten hat,
- eine Karte mit einer großen und einer kleinen Landschaft wird an den Spieler vergeben, der die größte Landschaftsfläche dieses Typs auf seinem Planeten hat, die an mindestens eine Landschaft des zweiten Landschaftstyps grenzt, und
- eine Karte mit einer großen und einer durchgestrichenen kleinen Landschaft wird an den Spieler vergeben, der die größte Landschaftsfläche dieses Typs auf seinem Planeten hat, die an keine Landschaft des zweiten Landschaftstyps grenzt.

Ab der sechsten Runde werden zwei Tierkarten vergeben, ab der zehnten drei.
Das Spiel endet nach der 12, Runde, wenn alle 12 Flächen der Planeten mit Kontinenten bedeckt und alle Tierkarten verteilt sind. Danach kommt es zur Abrechnung, bei der zuerst die Zielkarten der Spieler abgerechnet. Dabei bekommen der Spieler Punkte entsprechend der Anzahl der Landschaftsfelder, die auf den Karten angegeben sind. Zusätzlich bekommen sie für jede gewonnene Tierkarte des gleichen Landschaftstyps ihrer Zielkarte je 1 Punkt und für jede gewonnene Tierkarte eines von ihrer Zielkarte abweichenden Landschaftstyps 2 Punkte. Der Spieler mit den meisten Punkten gewinnt das Spiel, bei einem Gleichstand gewinnt der Spieler mit den meisten Tierkarten.

## Strategie
In seiner Kritik in der spielbox stellt der Spielekritiker Edwin Ruschitzka das Spiel vor und beschreibt auch die Spielstrategie für Planet. Er schreibt, dass die Spieler sich anfangs in der Regel sehr stark an ihrer Zielkarte orientieren, dabei jedoch auch die verschiedenen Tiere und ihre bevorzugten Landschaften berücksichtigen müssen. Dabei ist es notwendig, vorausschauend zu bauen und darauf zu achten, dass die eingebauten Landschaften den Bedürfnissen der Tiere und damit der Wertungen entsprechen. Er schreibt: „Wer ohne den Blick auf die Tierkarten, die da kommen, vor sich hin puzzelt, wird nicht gewinnen.“ Zugleich besteht natürlich immer das Risiko, dass die Spieler ihre bevorzugten Landschaften nicht bekommen, weil sie ihnen ein anderer Spieler „vor der Nase wegschnappt“.

## Ausgaben und Rezeption
Das Spiel Planet wurde von Urtis Šulinskas entwickelt und 2018 international von mehreren Verlagen auf den Markt gebracht. Bei dem französischen Verlag Blue Orange Games erschien 2018 eine multilinguale Version auf Deutsch, Niederländisch, Englisch, Französisch, Italienisch, Portugiesisch und Spanisch sowie eine eigene Versionen auf Deutsch. 2019 erschien es zusätzlich auf Spanisch bei Fractal Juegos, auf Koreanisch bei Korea Boardgames, auf Japanisch bei Arclight, auf Ungarisch bei Gém Klub und auf Hebräisch bei FoxMind Israel. Die deutschsprachige Version wird über Asmodee vertrieben.
Beim Mind Games-Wettbewerb des Vereins Mensa International 2019 wurde Planet als eines von fünf Spielen mit dem Preis Mensa Select ausgezeichnet sowie beim norwegischen Årets Spill zum Familienspiel des Jahres 2019 nominiert. Edwin Ruschitzka bezeichnet das Spiel in der spielbox als „optisch und haptisch ein[en] Brüller“. Er lobte die „Planeten-Rohlinge und Plättchen, die mit einem sanften Plopp darauf landen“ und resümierte dazu: „Hut ab vor dem Erfinder.“ Auch das Spiel selbst wird von ihm als „überaus gelungenes“ Familienspiel gelobt.

## Belege
1. 1 2 3 4 5 6  Planet, Spielregeln der deutschen Ausgabe von Blue Orange Games, 2018.
2. 1 2  Edwin Ruschitzka: Planet. Übung für's räumliche Vorstellungsvermögen In: spielbox 1/2019, Januar 2019, S. 26–27.
3. ↑  Versionen von Planet in der Spieledatenbank BoardGameGeek; abgerufen am 24. November 2019
4. ↑  Planet bei Asmodee; abgerufen am 9. Dezember 2019.
5. ↑  Gewinner des Mensa Select auf mensamindgames.com; abgerufen am 9. Dezember 2019.
6. ↑  2019 Mensa Select® Winners Announced auf us.mensa.org; abgerufen am 9. Dezember 2019.
7. ↑  Årets Spill 2019 – Vinnere og nominerte, Gewinner und Nominiert des Årets Spill 2019; abgerufen am 23. Mai 2021.